# Walter Benjamin Kolleg
Das Walter Benjamin Kolleg (WBKolleg) ist eine Einrichtung der Universität Bern. Sie ist nach dem Philosophen Walter Benjamin benannt, der dort 1919 promoviert wurde. Das Kolleg bündelt die inter- und transdisziplinären Forschungsaktivitäten der Philosophisch-historischen Fakultät der Universität Bern. Dazu stellt es Strukturen für eine systematische Förderung und Vernetzung des wissenschaftlichen Nachwuchses bereit. Zudem unterstützt es interfakultäre und interuniversitäre Kooperationen.

## Allgemeines
Benannt ist das Kolleg nach Walter Benjamin (1892–1940). Der Philosoph studierte an der Universität Bern und wurde dort 1919 mit einer Arbeit zum Begriff der Kunstkritik in der deutschen Romantik promoviert. Sein Name steht für das Konzept einer kreativen Verbindung der verschiedensten disziplinären Ansätze in den Geisteswissenschaften.
Am Walter Benjamin Kolleg arbeiten Doktorierende, Postdocs (Junior Fellows) und andere Nachwuchsforschende in inter- und transdisziplinären Projekten an Grundfragen der Geistes-, Kultur- und Sozialwissenschaften. Zudem werden interdisziplinäre Bachelor- und Masterstudiengänge angeboten.
Der Präsident des Kollegs wird vom Kollegium der Philosophisch-historischen Fakultät gewählt. Erster Präsident war der Musikwissenschaftler Anselm Gerhard (2015–2019), ihm folgte die Religionswissenschaftlerin Karénina Kollmar-Paulenz (2020–2022). Seit Januar 2022 präsidiert der Althistoriker Stefan Rebenich das Kolleg.
Ende Juni 2019 veranstaltete das Kolleg anlässlich der 100. Wiederkehr von Benjamins Promotion in Bern zusammen mit der International Walter Benjamin Society eine vielbeachtete internationale Tagung.

## Lehre und Forschung
Das Kolleg wurde im Mai 2015 mit dem Ziel gegründet, die an der Philosophisch-historischen Fakultät bestehenden interdisziplinären Zentren, Projekte und Lehrangebote zu bündeln. Es umfasst zwei Forschungszentren, ein Forschungs- und Nachwuchsnetzwerk, ein Forum für Bottom-Up-Forschung sowie weitere Projekte:

### Center for Global Studies (CGS)
Das CGS ist ein Forschungszentrum, das sich mit gegenwärtigen und historischen Prozessen der Verflechtung und Entflechtung menschlicher Lebensbereiche über große geographische Distanzen und verschiedene kulturelle Kontexte hinweg befasst. Es bietet an:
- das Doktoratsprogramm Global Studies
- die fünf Masterstudienprogramme Lateinamerikastudien, Osteuropa-Studien, Religion in globaler Gegenwart, World Arts, World Literature
- das Bachelorprogramm Osteuropa-Studien

### Center for the Study of Language and Society (CSLS)
Das CSLS ist ein Forschungszentrum, das sich auf die wissenschaftliche Erforschung des Verhältnisses von Sprache und Gesellschaft und ihrer wechselseitigen Beeinflussung im weitesten Sinn konzentriert. Neben einem Doktoratsprogramm Studies of Language and Society bietet das Zentrum den Masterstudiengang Soziolinguistik an.

### Interdisziplinäres Forschungs- und Nachwuchsnetzwerk (IFN) mit der Graduate School of the Humanities (GSH)
Das IFN ist eine integrierte Einrichtung zur Nachwuchsförderung auf den Stufen Doktoratsausbildung und Postdoc-Förderung. Es umfasst:
- die Graduate School of the Humanities mit den vier Doktoratsprogrammen Global Studies, Interdisciplinary Cultural Studies, Studies of Language and Society und Studies in the Arts.
- ein Fellowship-Programm für Postdocs (Junior Fellows)
- den Masterstudiengang Editionsphilologie

### Forschungsforum
Das Forschungsforum versteht sich als ‚Marktplatz der Ideen', mit Laborcharakter, geringem Institutionalisierungsgrad und großem freiwilligem Engagement. Ziel ist die Entwicklung von Innovationsfeldern und das Ermöglichen einer Forschung von "unten".

#### Projekte

##### Friedrich Dürrenmatt Gastprofessur für Weltliteratur
Seit Herbst 2013 vermittelt die Gastprofessur zwischen Wissenschaft und Literatur, Theorie und Praxis, Universität und Öffentlichkeit. Jedes Semester arbeitet ein internationaler Autor mit Studierenden und Doktorierenden zusammen und bietet zudem öffentliche Veranstaltungen in Bern sowie an anderen Orten in der Schweiz an. Bisherige Inhaber der Gastprofessur waren David Wagner, Joanna Bator, Louis-Philippe Dalembert, Wendy Law-Yone, Fernando Pérez, Wilfried N’Sondé, Juan Gabriel Vásquez, Josefine Klougart, Xiaolu Guo, Peter Stamm, Nedim Gürsel, Lizzie Doron, Mathias Énard und Adania Shibli.

##### Distinguished Lectures Series (DLS)
Die DLS (bis 2017) umfasste eine Serie von Vorträgen zu bestimmten Themen. Sie lud international bekannte Wissenschaftler zu Gastvorträgen mit anschließendem Workshop ein. Zu den Vortragenden gehörten u. a. Giorgio Agamben, Paul Gilroy, Homi K. Bhabha, Jacques Rancière, Judith Butler und Alain Badiou.